# Reaktivna kisikova spojina
Reaktivne kisikove spojine ali reaktivne kisikove zvrsti (angleško reactive oxygen species, ROS) so visoko reaktivni prosti radikali, ki vsebujejo kisikove ione ali perokside. Nastanejo kot stranski produkt normalne presnove (metabolizma) kisika in imajo pomembno vlogo pri celičnem signaliziranju, poleg tega pa jih levkociti izrabljajo kot obrambni mehanizem proti različnim mikrobom (npr. proti bakterijam), tj. imajo citotoksično delovanje. Po drugi strani lahko med okoljskim stresom (npr. izpostavljenost ultravijoličnim žarkom ali toploti) količine teh spojin zelo narastejo, kar povzroči obsežne poškodbe celičnih struktur; tovrstno stanje imenujemo oksidativni stres. Lahko nastanejo tudi preko zunanjih virov (eksogeni izvor), kot je ionizirajoče sevanje.
Z biološkega vidika so pomembne predvsem naslednje 3 spojine:
- vodikov peroksid (H2O2),
- superoksid ali superoksidni anionski radikal (O2•–),
- hidroksilni radikal (OH•–).

## Nastanek

### Celično dihanje
Reaktivne kisikove spojine nastajajo v telesu neprestano, v glavnem med prenosom elektronov po dihalni verigi v mitohondrijih, torej kot nezaželeni produkti pri nepopolnem celičnem dihanju. V aktivnih mitohondrijih se približno 0,1–4 % celotnega vdihanega kisika pretvori v reaktivne kisikove spojine.
Reaktivne spojine nastanejo povečini pri prenosu elektronov iz ubikinona (QH2) na kompleks III ter iz kompleksa I na ubikinon. Prenos vključuje semikinonski radikal (QH•), ki lahko odda elektron kisiku (O2):
{\displaystyle {\text{O}}_{2}+{\text{e}}^{-}\longrightarrow {\text{O}}_{2}^{\cdot -}.}
Nastali superoksid deluje na akonitazo, ki sprosti železove katione v fero obliki (Fe2+). Superoksid in vodikov peroksid lahko reagirata po Haber-Weissovi reakciji, pri čemer so železovi ioni katalizatorji reakcije. Nastanejo kisik, hidroksidni anion in hidroksilni radikal, ki je še reaktivnejši od superoksida.
{\displaystyle {\text{O}}_{2}^{\cdot -}+{\text{H}}_{2}{\text{O}}_{2}\longrightarrow {\text{OH}}^{-}+{\text{O}}_{2}+{\text{OH}}^{\cdot }}
Vodikov peroksid lahko po Fentonovi reakciji razpade na hidroksilni anion in hidroksilni radikal, katalizatorji reakcije pa so ioni Fe2+.
{\displaystyle {\text{H}}_{2}{\text{O}}_{2}{\overset {Fe^{2+}\smile Fe^{3+}}{\longrightarrow }}{\text{OH}}^{-}+{\text{OH}}^{\cdot }}

### Ksenobiotiki
Veliko radikalov lahko nastane tudi zaradi vnosa različnih telesu tujih snovi oz. ksenobiotikov, kot so pesticidi, katran, umetna barvila, konzervansi in zdravila ali pa zaradi izpostavljenosti ionizirajočemu sevanju.

## Nevtralizacija reaktivnih kisikovih spojin
Kljub temu, da radikali v nas nastajajo neprestano, naše telo ne postane žarko, tako kot se npr. pokvari maščoba na zraku. V živih bitjih so se namreč razvili mnogi mehanizmi, ki zmanjšujejo nastajanje radikalov, jih odstranjujejo in popravljajo škodo, ki so jo ti že povzročili. Tovrstni mehanizmi potrebujejo za svoje delovanje različne snovi, ki jih dobimo s hrano, predvsem s sadjem, zelenjavo, pa tudi z zdravilnimi rastlinami - vitamin C (askorbinska kislina), vitamin E (alfa tokoferol), provitamin A (beta karoten), cink (Zn) in selen (Se).
Za preprečitev poškodb sprva encim superoksid dismutaza (SOD) pretvori superoksid v vodikov peroksid po naslednji reakciji:
{\displaystyle 2{\text{O}}_{2}^{\cdot -}+2{\text{H}}^{+}\longrightarrow {\text{H}}_{2}{\text{O}}_{2}+{\text{O}}_{2}.}
Dedni dejavniki in način življenja vplivajo na količino SOD v telesu pri posamezniku. Če telo ne uspe proizvesti zadostne količine SOD pod 5 nmol/ml seruma, se začne sekundarna oksidativna škoda, ki vodi v degenerativne bolezni.
Po tem obstajata dve poti nevtralizacije vodikovega peroksida. Po prvi encim katalaza, ki se nahaja v peroksisomih, katalizira pretvorbo H2O2 v neškodljivo vodo in kisik:
{\displaystyle 2{\text{H}}_{2}{\text{O}}_{2}\longrightarrow 2{\text{H}}_{2}{\text{O}}+{\text{O}}_{2},}
ali pa encim glutation peroksidaza katalizira redukcijo vodikovega peroksida v dve molekuli vode, v vlogi reducenta pa nastopa glutation (GSH):
{\displaystyle 2{\text{GSH}}+{\text{H}}_{2}{\text{O}}_{2}\longrightarrow {\text{GSSG}}+2{\text{H}}_{2}{\text{O}}.}
Oksidirani glutation (GSSG) encim glutation reduktaza pretvori nazaj v reducirano obliko, pri čemer uporabi elektrone iz reducirane oblike nikotinamid adenin dinukleotid fosfata (NADPH + H+).
Nevtralizacijo lahko povzamemo po naslednji shemi (upoštevana je samo katalazna pot):

## Funkcije

### Obramba pred mikroorganizmi
Aktivirani makrofagi in nevtrofilci lahko proizvajajo velike količine superoksida in njegovih derivatov preko fagocitnih izoform NADPH oksidaze. V primeru vnetja lahko znaša koncentracija vodikovega peroksida v aktiviranih makrofagih od 10-100 µM. Obsežna proizvodnja reaktivnih spojin imenujemo »oksidativni izbruh« in ima pomembno vlogo v obrambi pred okoljskimi patogenimi mikrobi. Poleg tega vodita kombinirani aktivnosti NADPH oksidaze in mieloperoksidaze do nastanka hipoklorove kisline (HOCl), ki je eden od najmočnejših fizioloških oksidantov in protimikrobnih sredstev. Fiziološke koncenracije reaktivnih spojin lahko tudi modulirajo različne signalne kaskade in tako ojačajo imunske funkcije limfocitov (amplifikacija signalov). V limfocitih je eden od pomembnih virov nastanka ROS tudi encim 5-lipooksigenaza (5-LO), ki je sicer znana po svoji vlogi v biosintezi levkotrienov.
Aktivacijo NAPDH oksidaze lahko inducirajo produkti mikrobov, kot so bakterijski lipopolisaharidi in lipoproteini ali pa citokini, kot je interferon gama (IFN-γ).

### Signalizacijske lastnosti
ROS proizvajajo tudi mnoge druge nefagocitne izoforme NAD(P)H oksidaz in imajo pomembno vlogo v uravnavanju (regulaciji) znotrajceličnih (intracelularnih) signalnih kaskad v različnih tipih celic, kot so fibroblasti, endotelijske celice, gladke mišične celice krvni žil, kardiomiociti ter celice ščitnice. Oksidaze lahko aktivirajo različni dejavniki: v kardiomiocitih so to lahko hormoni (angiotenzin II), hemodinamične sile ali lokalne spremembe presnove (metabolizma).
Glede na različne raziskave naj bi nastanek ROS v primeru hipoksije uravnaval dihanje preko delovanja na karotidna telesca (tip paraganglijev, ki zaznavajo med ostalim parcialni tlak kisika), ter nastanek eritrocitov preko aktivacije transkripcijskih faktorjev HIF (angleško hypoxia induced factor), ki delujejo na gen, ki nosi zapis (kodira) za eritropoetin (EPO).
Reaktivne spojine naj bi uravnavale tudi celično adhezijo (npr. adhezijo levkocitov na endotelijske celice) in inducirale apoptozo.

### Rastline in ROS
Pri rastlinah se v primeru vdora mikrobov sproži t. i. hipersenzitivni odziv, ki vodi v nastanek superoksida in vodikovega peroksida. Le-ta bodisi delujeta na gene, ki so vključeni v obrambo organizma, bodisi vodita celice v apoptozo in imata s tem prav tako zaščitno vlogo.

## Poškodbe celičnih struktur zaradi delovanja ROS
Glavna reaktivna spojina, ki povzroča poškodbe celičnih struktur, je hidroksilni radikal. Le-ta povzroča poškodbe dednega materiala, tj. RNK in DNK (še posebej mitohondrijsko DNK, mtDNK), pri čemer napada tako deoksiribozo kot tudi purinske in pirimidinske baze, ter poškodbe lipidov preko lipidne peroksidacije in beljakovin, npr. preko oksidacije tiolnih skupin (-SH), pri čemer nastanejo prečne vezi v obliki disulfidnih vezi (-S-S-), zaradi česar se tvorijo agregati proteinov in postanejo nefunkcionalni.

### Lipidna peroksidacija
Najbolj pogosta škoda, nastala zaradi prostih radikalov, vključuje oksidacijo lipidov. Gre za proces, ki onesposablja funkcionalnost membran in homeostazo organizma. Maščobe hitro reagirajo s prostimi radikali in tako se razširi lipidna peroksidacija ter vse ostale verižne reakcije prostih radikalov. Zaradi poškodovane celične membrane (plazmaleme) celica umre, saj ne more uvažati hranil in kisika iz krvi ter izvažati odpadnih snovi in ogljikovega dioksida v kri, poleg tega pa celica ni zmožna prepoznati prisotnost sosednjih celic, zaradi česar lahko začne nenadzorovano proliferirati, kar pripomore k nastanku tumorja.
Peroksidacija poteče, ko kakršen koli prosti radikal napade nenasičeno maščobno kislino (npr. v membrani). Čim bolj nenasičena je ta maščobna kislina (tj. čim več dvojnih vezi ima), tem bolj je dovzetna za napade prostih radikalov. Radikal na koncu maščobne kisline reagira z vodikom. Sprosti se voda, na koncu maščobne kisline pa nastane ogljik-centriran lipidni radikal. Ta radikal hitro reagira z O2. Posledica je nastanek lipidnega peroksilnega radikala. Le-ta lahko napade druge maščobne kisline in tako nadaljuje verigo omenjenih reakcij, sam pa se pretvori v lipidni peroksid (CO2H). Lipidni peroksid se začne nabirati v celični membrani ter jo naredi nestabilno in nepropustno za ione. Lipidni peroksilni radikali pa poleg membranskih lipidov napadajo tudi membranske proteine in s tem poškodujejo encime, receptorje, signalni sistem in podobno.

## Klinični pomen
S starostjo učinkovitost avtofagije upada, zato se kopičijo poškodovani in stari mitohondriji, ki prepuščajo ione in tako povzročijo nastanek reaktivnih kisikovih spojin. Ti so vzrok za razne spremembe v celici, kot so poškodbe DNK, peroksidacija lipidov v membranah, tvorbe prečnih vezi med proteini, delujejo pa tudi tako, da skrajšujejo telomere. Spremembe v koncentraciji ROS so lahko tudi posledica mutacij encimov, ki so udeleženi v nevtralizaciji teh spojin (npr. superoksid dismutaza).
ROS so asociirani s številnimi boleznimi, kot so:
- rakasta obolenja[7] zaradi poškodb DNK in s tem njihove vloge karcinogenov;
- sladkorna bolezen: hiperglikemija inducira nastanek ROS in še poslabša stanje ali dodatno povzroči različne zaplete;
- ateroskleroza: vezava oksidiranih LDL lipoproteinov stimulira izražanje gena za superoksid dizmutazo, s tem pa je povečan nastanek H2O2;
- nevrodegenerativne bolezni: Downov sindrom ali trisomija 21. kromosoma zaradi lokalizacije gena za Cu/Zn-superoksid dizmutazo na 21. kromosomu in v zvezi s tem njegovo povečano izražanje, Alzheimerjeva bolezen zaradi povezave med peroksidacijo lipido in nastankom amiloidnih agregatov;
- revmatoidni artritis;
- okužba s HIV: za tovrstno okužbo je značilen tudi povečan katabolizem cisteina v sulfate, zaradi česar je količina cisteina, s tem pa tudi glutationa (ker je prekurzor tega antioksidanta) zmanjšana, delovanje lifmocitov pa je še dodatno okrnjeno.